# Tonči Huljić
Tonči Huljić (Split, 29. listopada 1961.)  hrvatski je glazbenik, tekstopisac i glazbeni producent.

## Životopis

### 1980-e i 1990-e
Huljić 1979. postaje najmlađim članom grupe Dalmatinski magazin i snima s grupom prvi single s pjesmama Školski dani G. Franića i Uspomene toplog ljeta T. Trumbića. Želi se, međutim, i sam iskušati u stvaranju pjesme te već 1980. sklada na vlastite stihove pjesmu Sjećanja koju će grupa izvesti na Splitskom festivalu iduće godine. Tada kao mladi glazbenik za savjet pita starijeg i mudrijeg od sebe, uspješnog skladatelja Zdenka Runjića. "Zdenko je bio čovjek velikog srca i široke duše. Strašno mu je bilo simpatično kad sam došao na radio Split gdje je radio kao glazbeni urednik i upitao ga: ‘E, barba Zdenko, što vi mislite o ovome?’ (…) Bio sam mlad, agresivan, vruće krvi i jedan takav buldožer koji lomi sve pred sobom Runjiću je dobro došao”, prisjeća se danas Huljić tih susreta iz kojih je jamačno mnogo naučio. Jer već 1983. stvara prvi veliki hit. To je pjesma Kokolo na tekst Z. Stipičića. Nakon uspjeha na Splitskom festivalu, pjesma će se naći na istoimenom albumu grupe Magazin koji će u nakladi Jugotona postići platinastu nakladu.
Osamdesete godine razdoblje su brojnih i uspješnih festivalskih nastupa na kojima grupa Magazin skuplja nagrade za pjesme Tončija Huljića. Tako 1985. osvaja publiku na Zagrebačkom festivalu skladbom Piši mi, koja s nepravom ne pobjeđuje, ali postiže golemu popularnost. Album istog naslova postiže dijamantnu nakladu. Samo godinu dana kasnije na redu je novi hit Put putujem, a do kraja osamdesetih bit će ih još (Ti si želja mog života, Tri sam ti zime šaptala ime……), podjednako – ili još intenzivnije – u devedesetima. Primjerice, 1993. izlazi veliki hit Simpatija koji osvaja Grand prix na Melodijama hrvatskog Jadrana. Kada je riječ o festivalima, valja reći da će budući Huljićev biograf imati veliki posao sastavljajući inventuru brojnih festivalskih nagrada. Uz mnoge nagrade u zemlji, posebno na Splitskom festivalu, bilo je i inozemnih uspjeha. Četiri je puta sudjelovao na Eurosongu: bio je šesti 1995. u Dublinu s pjesmom Nostalgija, četvrti u Jeruzalemu 1999. s pjesmom Marija Magdalena, deseti 2001. u Kopenhagenu s pjesmom Strune ljubavi, a Lijepa Tena je 2009. u Moskvi stigla do finala.
Međutim, čini se da obilje nagrada nije izmijenilo niti utjecalo na autora, koji je sam sebe opisao kao “buldožera”, a to znači da tvrdoglavo i uporno slijedi vlastite ideje. Ponekad i mišljenju javnosti usprkos. Istodobno s gotovo euforičnim uspjesima koje postižu hitovi devedesetih i činjenicom da je najprodavaniji autor tih godina, dolaze i optužbe za uvođenje turbofolka u hrvatsku glazbu. Kako bilo, nije ga omelo da nastavi po svom. “Ja sam Dalmatinac, Mediteranac i moje pjesme idu u potpuno veselje ili u tugu. Često mijenjam i stilove jer se dogodi cijeli niz loših kopija koje zagade teren, stil, profil. Smetaju i sebi, ne pridonose ništa, poruše ono što je stvarano. Onda opet stvaram neki novi pravac. Dosadilo bi mi da sam principijelan, da stalno tjeram isti stil.”
Za takav su stav skladateljev gotovo nevažna naklapanja o turbofolku, o domoljubnom kiču, o zaradama i sl., kao i potreba da se zadire u njegov privatni svijet. Ono što uistinu jest važno, melodijska je invencija koja natapa velik dio njegova opusa. Sve ostalo povijest će ionako zaboraviti.
Posebno vrijedi spomenuti suradnike koji okružuju stvaralaštvo Tončija Huljića na raznim razinama potrebnim da se zatvori radna krivulja koja pjesmu vodi od notnog zapisa do pozornice i dalje u život. Dobar odabir suradnika nerijetko ovisi i o instinktu izbornika da nađe sebi kompatibilnog partnera, a čini se da je Huljićev izbor tu nepogrešiv jer godinama izvanredno funkcionira kao dobitna kombinacija. “Shvatio sam da je najvažnije živjeti i raditi s onima koje voliš.”, kazao je jednom skladatelj.
Podjednako je riječ o pjevačima, autorima tekstova kao i aranžerima; na prvom je mjestu supruga Vjekoslava, autorica stihova za većinu pjesama, dok izbor aranžera posljednjih godina do određene mjere ovisi i o žanru glazbe kojemu se posvećuje.
Nije naodmet primijetiti kako se uz brojne Huljićeve uspješnice u javnosti najčešće spominju jedino izvođači, a autor ostaje u sjeni, izostavljen, kao da se skladba - jednom otisnuta u život – zauvijek odmaknula od svog autora, postavši svojinom onih koji je izvode, a osobito onih koji je slušaju.
Više od tisuću autorskih naslova čini dosadašnju umjetničku biografiju Tončija Huljića. U pozadini je tih naslova pripovijest o uspjehu, ali ne samo o tome. Posrijedi je i golemi trud, mnogo nevidljivog samoprijegora, tvrdoglavosti i dosljednosti idejama koje su ga pokretale. “Glazba je moja prva ljubav, osjećam se realiziran tek kroz glazbu…”, kazao je prije više od desetljeća definirajući time čitav svoj svjetonazor. 
Još je nekoliko izazova obilježilo dosadašnji radni životopis Tončija Huljića. 
Pitanje je koliko je za lik skladatelja bitna epizoda s vlasništvom nakladničkih kuća Tonika i Croatia Records s početka devedesetih, ili producentske kuće AVA, s kojom je od 2004. do raskida ugovora sa suvlasnikom i partnerom ostvario nekoliko telenovela s više stotina epizoda. Ponajprije je posrijedi uvijek ista potreba da se iskorači u neki novi zadatak, u svijet novih stvaralačkih i radnih okolnosti koje bi ispunile u međuvremenu ispražnjene kapacitete znatiželje i nemira. Ipak, kao i ranije, ono što je poslije tih - ne uvijek sretnih - iskustava ostalo jest glazba, koja je mogla funkcionirati ili samostalno ili uklopljena u neku novu cjelinu.

## Inozemni projekti
Slijedom potrebe da spozna nešto novo, da otkrije kakvu novu mogućnost da još jednom iskuša sam sebe, zahvatio je i u crossover stil. 1998. odlazi na koncert violinistice Vanesse Mae u Pulu, gdje upoznaje njezina glazbenog producenta Mela Busha, koji mu je, zainteresiran njegovim radom, ubrzo predložio suradnju s australsko-britanskim ženskim violinističkim kvartetom Bond specijaliziranim za crossover glazbu. Kvartet je najprije snimio singl Victory koji je ubrzo osvojio vrhove rang-ljestvica popularnosti i slušanosti, a u dvadesetak je zemalja bio na samom vrhu. Svijet se otvorio, Bond je s Huljićem snimio još nekoliko nosača zvuka, a potom je na red došao pijanist Maksim Mrvica s kojim je trajna suradnja – sada već više od desetljeća – urodila brojnim plodovima zajedničkog rada, koncertima, turnejama, nosačima zvuka, velikom popularnošću pijanista, ali i glazbe koju izvodi. Klasična glazba kao izvor, točnije, temelj inspiracije i umijeće pijanista da poveže dva naizgled nespojiva glazbena obzora. To je poticaj, izazov kojemu Huljić nije odolio, dostignuvši za svoj rad međunarodna mjerila uspješnosti. Na službenoj ljestvici Billboard Classical Crossover s nekoliko je svojih skladbi bio na prvom mjestu, zadržavši se na njoj više od 150 tjedana.

## Autorski projekti
Jedno od središta Huljićeve glazbeničke pozornosti posljednjih je godina pop/etno sastav Tonči Huljić&Madre Badessa band, s kojim njeguje glazbu potaknutu etno utjecajima različite pripadnosti, surađujući pritom s Goranom Bregovićem i Petrom Grašom.
A dospio je napraviti i dokumentarno-glazbeni film Tonetov život ili Bog, lavur, iće i piće, koji je, u režiji Marija Grabovca, već osvojio nagradu publike na festivalu dokumentarnoga glazbenog filma u Paklenici 2014. godine. "Drago mi je da su ljudi prihvatili takav specifičan humor. Tri smo mjeseca radili na tome jer tema filma je sam život. Simpatičan mi je. Nije to film o meni nego o svijetu i ljudima koji polako nestaje",[1] kaže Huljić.
2015. odlučuje se napokon i za veliku formu te piše prvi mjuzikl s naslovom Pacijenti. Libretist je ugledni hrvatski dramski pisac Miro Gavran, a autorica tekstova Vjekoslava Huljić.

## Diskografija
S grupom Magazin: Slatko stanje (Jugoton, 1982.); Kokolo (Jugoton, 1983.); O-la-la (Jugoton, 1984.); Piši mi (Jugoton, 1985.); Put putujem (Jugoton, 1986.); Magazin (Jugoton, 1987.); Besane noći (Jugoton, 1988.); Dobro jutro (Jugoton, 1989.); Da mi te zaljubit' u mene (Komuna, 1991.); Najbolje godine (Croatia Records, 1991.); Magazin - Koncert! (Croatia Records, 1993.); Došlo vrijeme (Skalinada, 1993.); Simpatija (Croatia Records/Skalinada, 1994.); Nebo boje ljubavi (Croatia Records/Skalinada, 1996.); Svi najveći hitovi 1983. – 1990. (Croatia Records, 1998.); Da si ti ja (Ofrej/Tonika, 1998.); Minus i plus (Croatia Records, 2000.); Best of br. 1. Zar je ljubav spala na to (Croatia Records, 2001.); Best of br. 2, Bol (Croatia Records, 2001.); S druge strane mjeseca (Croatia Records/Tonika, 2002.); Paaa...? (Croatia Records/Tonika, 2004.); Dueti (Croatia Records/Tonika, 2005.); The platinum collection (Croatia Records/Tonika, 2006.); Live collection: Magazin – Koncert! (reizdanje) (Croatia Records, 2007.); Dama i car (Croatia Records/Tonika, 2007.); Bossa n' Magazin (Croatia Records/Tonika, 2008.); Godine s Ivanom 2006. – 2010. (Croatia Records/Tonika, 2010.); Najljepše ljubavne pjesme (Croatia Records, 2010.); 100 originalnih pjesama (Croatia Records, 2013.); Mislim pozitivno! (Croatia Records, 2014.). - Autorske: Gold collection (Tonika/Croatia Records, 2008.); Waterland (Tonika/Croatia Records, 2009.). 
S grupom Madre Badessa: Ka hashish - Tonči Huljić & Madre Badessa band (Tonika/Croatia Records, 2011.); Larin izbor - Tonči & Madre Badessa (Tonika/Croatia Records, 2012.); Panika - Tonči & Madre Badessa (Tonika/Croatia Records, 2014.); Best of - Tonči & Madre Badessa (Tonika/Croatia Records, 2015.); Tonči & Madre Badessa - Tipo Primitivo / Piano Primitivo (Tonika/Croatia Records, 2017.). 
Diskografija Doris Dragović: Ispuni mi zadnju želju (Croatia Records, 1994. – 4 pjesme od 10); Baklje ivanjske (Croatia Records, 1995. – 8 pjesama od 10); Rođendan u Zagrebu (Croatia Records, 1996., 2007. – 8 pjesama od 17); Krajem vijeka (Tonika/Croatia Records, 1999. – 7 pjesama od 10); Lice (Tonika/Croatia Records, 2000. – 8 pjesama od 10); 20 godina s ljubavlju (Croatia Records, 2001. – 8 pjesama od 14); Malo mi za sriću triba (Tonika/Croatia Records, 2002. – 4 pjesme od 10); The Platinum Collection (Croatia Records, 2007. – 18 pjesama od 40); Najljepše ljubavne pjesme (Croatia Records, 2010. – 9 pjesama od 20); The Best of Collection (Croatia Records, 2014. – 12 pjesama od 20); Koncert u Lisinskom (Hit Records, 2014. – 12 pjesama od 27). 
Diskografija Danijele Martinović: Zovem te ja (Tonika/Croatia Records, 1996. – 7 pjesama + 7 instr. od 18); To malo ljubavi (Tonika/Croatia Records, 1998. – 6 pjesama od 8); I po svjetlu i po mraku (Tonika/Croatia Records, 2001. – 7 pjesama + 7 instr. od 18); Najbolje godine (Croatia Records, 2001. – 15 pjesama + 17 instr. od 36); Zlatna kolekcija (Croatia Records, 2006. – 15 pjesama od 35); Canta y baila con Daniela (Dallas Records, 2006. – 5 pjesama od 9); Najljepše ljubavne pjesme (Croatia Records, 2010. – 10 pjesama od 20); The Best of Collection (Croatia Records, 2014. – 11 pjesama od 20). 
Diskografija Petra Graše: Mjesec iznad oblaka (Tonika, 1997. – 5 pjesama od 11); Utorak (Tonika/Croatia Records, 1999. – 5 pjesama od 11); Šporke riči (Tonika/Croatia Records, 2003. – 6 pjesama od 14); Uvertira (best of 1995-2005) (Tonika/Croatia Records, 2005. – 6 pjesama od 19); The Platinum Collection (Croatia Records, 2007. – 15 pjesama od 39); The Best of Collection (Croatia Records, 2014. – 10 pjesama od 20). Diskografija Jelene Rozga: Oprosti mala, (Croatia Records/Tonika, 2006. – 8 pjesama od 10); Bižuterija (Hit Records/Tonika, 2011. – 14 pjesama od 15); Best of Jelena Rozga (Croatia Records/Tonika, 2012. – 30 pjesama od 34). 
Inozemna produkcija: albumi Gudačkog kvarteta Bond: Born (Decca/Universal, 2000., 2001.); Shine (Decca/Universal, 2002.); Classified (Decca/Universal, 2004.); Explosive: The Best of Bond (Decca/Universal, 2005.); Bond Remixed (Decca, 2001. – 2003.); Play (Decca/Universal, 2011.). 
Albumi pijanista Maksima Mrvice: The Piano Player (Emi, 2003.); Variations Part I&II (Emi, 2004.); New World (Emi, 2005.); Electric (Emi, 2006.); Pure (EMI, 2007.); Greatest (Emi, 2008.); Appassionata (Croatia Records, 2011.); The Movies (Croatia Records, 2014.); Mezzo e mezzo (Dallas Records, 2015.).

## Filmografija

### Televizijske uloge
- "Superstar" kao član žirija (2023.)

## Vanjske poveznice
- Službena web-stranica